# Сан Пјетро ин Казале
Сан Пјетро ин Казале (итал. San Pietro in Casale) је насеље у Италији у округу Болоња, региону Емилија-Ромања.
Према процени из 2011. у насељу је живело 8022 становника. Насеље се налази на надморској висини од 18 м.

## Становништво
Према резултатима пописа становништва 2011. у општини је живело 11.736 становника.
| 1951. | 1961. | 1971. | 1981. | 1991. | 2001. | 2011.  |
| ----- | ----- | ----- | ----- | ----- | ----- | ------ |
| 9.085 | 8.096 | 7.979 | 8.460 | 8.814 | 9.866 | 11.736 |

## Партнерски градови
- Бенешов